# Fernandisco
Fernando Martínez Teruel (Badalona, 1959), més conegut com a Fernandisco, és un locutor, DJ i presentador, especialitzat en música, i DJ de ràdio i televisió.
Va estudiar psicologia, però va acabar dedicant-se a la ràdio. A la dècada del vuitanta va treballar a Radio España, quan es va convocar un concurs a nivell nacional en busca de nous presentadors. Va obtenir molt d'èxit durant la seva estada a la cadena musical 40 Principales, on treballà amb Joaquín Luqui. Allà va presentar el programa Del 40 al 1, tant en versió radiofònica com televisiva.
Després va passar per diverses cadenes com Cadena SER, Canal Plus, La 2, COPE, Popular TV o Radio Punto i va presentar programes com La noche de Fernandisco, Club Popular, Nunca fuimos ángeles o Lo mejor de Fernandisco. El 2004 va ser nomenat director d'Europa FM, part d'Onda Cero, però va ser destituït nou mesos després per falta de confiança de la cadena en el seu projecte. Va passar per Gestiona Radio, col·laborant en alguns programes, a més de continuar vinculat al món de la música i organitza festes i festivals dedicats a artistes dels anys vuitanta i noranta. Va fitxar per la COPE i després de diversos altres fitxatges i col·laboracions, al setembre del 2015 fins a desembre del 2018 va fer un programa per musulmans castellanoparlants. Després va fer un programa anomenat "Vaya tardecita", fins al 2019, en què va engegar el programa Desde que amanece, apetece a BOM Radio.
El 2012 va ser pregoner de les Festes de Maig de Badalona.
El 2024 surt a la docuserie Megamix brutal de 3Cat (Televisió de Catalunya) com a narrador.